# Ástira (Tróade)
Ástira (en griego, Ἄστυρα) era una antigua ciudad de la Tróade.
En época de Estrabón estaba en ruinas y su territorio pertenecía a Abidos pero el geógrafo matiza que antes había sido una ciudad independiente donde había minas de oro de las que algunas aún perduraban. Se creía que de esas minas de oro procedía la riqueza del legendario rey de Troya Príamo.